# Lord of the Lost
I Lord of the Lost sono un gruppo musicale rock gotico tedesco.
Hanno rappresentato la Germania all'Eurovision Song Contest 2023 con il brano Blood & Glitter.

## Storia
Il gruppo venne fondato a metà del 2007 da Chris Harms, il quale insieme ai suoi amici di Amburgo formò la band e iniziò a lavorare al primo album. Harms originariamente chiamò il progetto Lord, che cambiò in Lord of the Lost per evitare possibili dispute con i Lordi e i The Lords. Prima di fondare il gruppo Lord, Harms era il cantante e chitarrista del gruppo rock Philiae e dei The Pleasures, era anche musicista in progetti come Big Boy o Unterart.
Il singolo di debutto Dry The Rain fu pubblicato nel 2009, seguito dall'album di debutto Fears del 2010 con l'etichetta indipendente Out of Line. Durante la registrazione del secondo album, il gruppo incominciò una serie di tour nel 2010 in spettacoli e festival internazionali come il Wave Gotik Treffen, il Wacken Open Air e il M'era Luna Festival.
Nella primavera del 2011 la band pubblicò Sex on Legs come primo singolo del loro secondo album, Antagony, per presentare l'album partecipò con la band Mono Inc. nel loro tour di Viva Hades. Nel febbraio 2014 il batterista Christian Schellhorn lasciò la band e fu sostituito da Tobias Mertens. Nel marzo 2014 la band ha suonato il loro primo tour negli Stati Uniti, che è stato finanziato dal crowdfunding. Entro due mesi i fan e gli sponsor hanno raccolto 12775 $, superando l'obiettivo originale di 10000 $.
Nel marzo 2015 il gruppo pubblicò l'album acustico Swan Songs, che ha raggiunto il numero 34 nelle classifiche GfK Entertainment, le cui esibizioni dal vivo si sono svolte a Berlino nello stesso mese. A dicembre 2015 fu pubblicato A Night To Remember - Live Acoustic In Hamburg, il DVD e il CD live del tour acustico della primavera precedente. Il primo singolo The Love of God, tratto dall'album Empyrean (luglio 2016), venne pubblicato nel maggio 2016, seguito dal primo tour europeo del gruppo Make Europe Great Again con Combichrist, Filter e Rabia Sorda.
A dicembre 2016 il chitarrista Bo Six ha annunciato che lascia la band per motivi professionali e privati, seguito da Tobias Mertens, nel luglio 2017.
Nel settembre 2017 il gruppo si è esibito con i KMFDM nel tour Hell Yeah con gli Inertia e con gli ohGr a partire da ottobre 2017, che venne annullato perché non venne rilasciato il visto d'ingresso dagli Stati Uniti.
Il 2 luglio 2021 pubblicano l'album Judas e il 29 dicembre 2022 pubblicano l'album Blood & Glitter che permette ai Lord of the Lost di rappresentare la Germania all'Eurovision Song Contest 2023 con il singolo Blood & Glitter, con il quale sono giunti all'ultimo posto al termine della manifestazione.

## Stile musicale
Il gruppo produce musica di vari generi tra cui heavy metal e glam rock, influenzati dal rock gotico, dalla musica industriale e dalla musica classica. Chris Harms ha citato come artisti preferiti Rammstein, Marilyn Manson, Nine Inch Nails e Lady Gaga.

## Formazione
Attuale

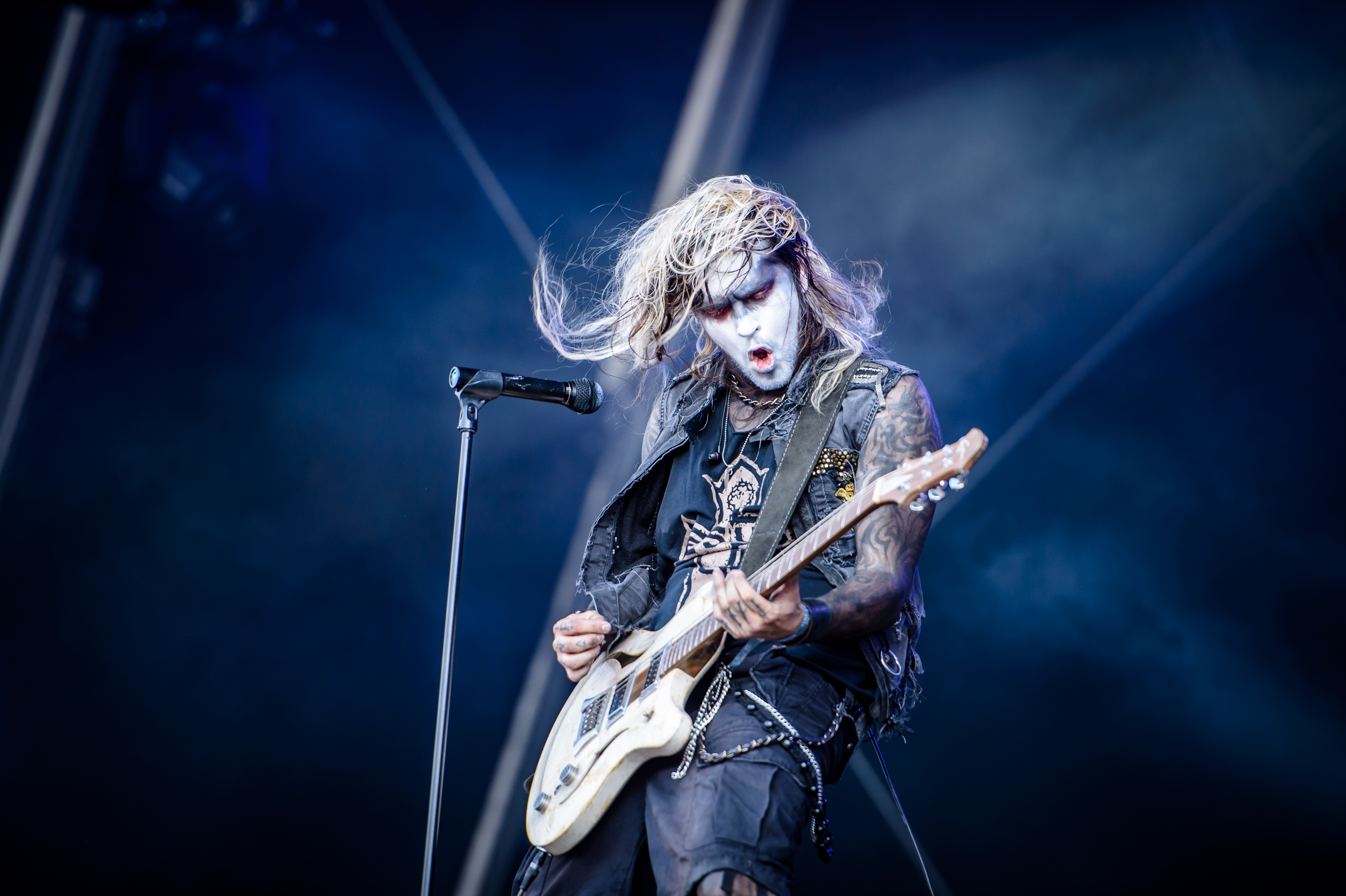
Chris Harms al Rockharz Open Air 2017

- Chris "The Lord" Harms – voce, chitarra, violoncello (2007-presente)
- Class Grenayde – basso (2008-presente)
- Gared Dirge – pianoforte, sintetizzatore, percussioni, chitarra, theremin (2010-presente)
- π (Pi Stoffers) – chitarra (2016-presente)
- Niklas Kahl – percussioni (2017-presente)

Ex componenti
- Stefan "Sensai" Ehrhardt – chitarra (2008-2010)
- Sebsta Lindström – chitarra (2008-2011)
- Any Wayst – percussioni (2008-2011)
- Christian "Disco" Schellhorn – percussioni (2012-2014)
- Borislav "Bo Six" Crnogorac – chitarra (2009-2016)
- Tobias Mertens – percussioni (2014-2017)

## Discografia

### Album in studio
- 2010 – Fears
- 2011 – Antagony
- 2012 – Die Tomorrow
- 2014 – From the Flame Into the Fire
- 2016 – Empyrean
- 2018 – Thornstar
- 2021 – Judas
- 2022 – Blood & Glitter

### Album dal vivo
- 2013 – We Give Our Hearts (Live auf St. Pauli)
- 2015 – A Night to Remember - Live Acoustic in Hamburg
- 2018 – Confession: Live at Christuskirche
- 2019 – Till Death Us Do Part: Best Of
- 2024 – Live at W:O:A

### Raccolte
- 2015 – Swan Songs (Acoustic/Classical)
- 2017 – Swan Songs II
- 2020 – Swan Song III

### EP
- 2012 – Beside & Beyond
- 2014 – MMXIV
- 2014 – Six Feet Underground
- 2015 – Full Metal Whore
- 2016 – Eisheilige Nacht 2016
- 2018 – Ruins
- 2020 – Swan Songs III - Piano EP

### Singoli
- 2009 – Dry the Rain
- 2011 – Sex on Legs
- 2012 – Die Tomorrow
- 2013 – See You Soon/Von Anfang an (con Holly Loose)
- 2014 – Afterlife
- 2014 – La Bomba
- 2014 – Six Feet Underground
- 2016 – The Love of God
- 2017 – Waiting for You to Die
- 2017 – Lighthouse
- 2017 – The Broken Ones
- 2018 – On This Rock I Will Build My Church
- 2018 – Morgana
- 2019 – Loreley
- 2019 – Voodoo Doll
- 2020 – A One Ton Heart
- 2020 – A Splintered Mind
- 2020 – Dying on the Moon (feat. Joy Frost)
- 2021 – The Death of All Colours
- 2021 – Priest
- 2021 – For They Know Not What They Do
- 2022 – Not My Enemy
- 2022 – The Heartbeat of the Devil
- 2022 – Blood & Glitter
- 2023 – Absolute Attitude
- 2023 – Cha cha cha (cover)

### Remix e collaborazioni
- 2012 – Kannst Du mich seh'n (Remix) per Staubkind
- 2012 – Deine Zeit Läuft Ab (St. Pauli Symphonic Version di Lord of the Lost) per Unzucht
- 2012 – Eye M the Blacksheep (Remix di Chris Harms e Corvin Bahn) per Rabia Sorda
- 2012 – Eisblumen su Anniversary Sampler for the 20th anniversary di Subway to Sally
- 2012 – Deep Inside (Remix) per Fragile Child
- 2013 – Bitte Schlag Mich per Ost+Front
- 2013 – Pandora's Box (Cover) per Solitary Experiments
- 2013 – In My Darkest Hour con Mono Inc. sull'album tour NimmermehrNimmermehr
- 2014 – Für Immer Remix for Subway to Sally (Sonic Seducer Sampler Medieval Special Vol. XII Issue 03/2014)
- 2014 – Krieger Remix per Blutengel su Black Symphonies
- 2014 – Die Erde Brennt Remix Joachim Witt su Neumond Ltd. Edition
- 2014 – Sonne, Mond & Todesstern per Ost+Front
- 2015 – Der Zeitdieb Remix per Tanzwut
- 2015 – Der Luftschiffharpunist Remix per Coppelius
- 2015 – Satans Fall cover per Saltatio Mortis
- 2015 – All the Things You Say Remix per Solar Fake
- 2016 – Sexschuss remix for Heldmaschine
- 2016 – Children of the Dark per Mono Inc., Joachim Witt e Tilo Wolff
- 2018 – 1000 Seelen per Joachim Witt
- 2018 – I Love the Way You Say My Name per Scarlet Dorn
- 2019 – Europa per OOMPH!
- 2019 – Island per Subway to Sally
- 2019 – We're All Dead per Lolita KompleX
- 2019 – Magst du Mittelalter? per With Vogelfrey
- 2020 – Modern Prometheus per Pyogenesis
- 2023 – Disciple per IAMX

## Videografia

### Album video
- 2012 – Black to the Roots
- 2014 – One Night - Lord of the Lost & The Zielona Góra Symphony Orchestra - Live in Leipzig
- 2015 – A Night to Remember - Live Acoustic in Hamburg

### Video musicali
- 2009 – Dry the Rain (diretto da: Nikola Stahl)
- 2010 – Last Words (diretto da: Nikola Stahl)
- 2011 – Sex on Legs (diretto da: Nikola Stahl)
- 2011 – Prison (diretto da: Chris Harms)
- 2012 – Beyond Beautiful (diretto da: Moritz Krebs)
- 2012 – Die Tomorrow (diretto da: Katya Tsyganova)
- 2013 – See You Soon (diretto da: Jasmin Kreft)
- 2013 – Credo (diretto da: Christian Beer)
- 2014 – Afterlife (diretto da: Matteo Fabbiani & Chiara Cerami)
- 2014 – La Bomba (diretto da: Michel Briegel)
- 2014 – Six Feet Underground (diretto da: Matteo Fabbiani & Chiara Cerami)
- 2014 – Kingdom Come (diretto da: Katya Tsyganova)
- 2015 – Lost in a Heartbeat (diretto da: Lisa Morgenstern)
- 2015 – Full Metal Whore (diretto da: Matteo Fabbiani & Chiara Cerami)
- 2016 – The Love of God (diretto da: Harun Hazar)
- 2016 – Drag Me to Hell (diretto da: Michel Briegel)
- 2016 – In Silence (diretto da: Matteo Fabbiani & Chiara Cerami)
- 2017 – Raining Stars (diretto da: Matteo Fabbiani & Chiara Cerami)
- 2017 – Waiting for You to Die (diretto da: Matteo Fabbiani & Chiara Cerami)
- 2017 – Lighthouse (diretto da: Matteo Fabbiani & Chiara Cerami)
- 2017 – The Broken Ones (diretto da: Matteo Fabbiani & Chiara Cerami)
- 2017 – My Better Me (diretto da: Matteo Fabbiani & Chiara Cerami)
- 2018 – On This Rock I Will Build My Church (diretto da: Matteo Fabbiani & Chiara Cerami)
- 2018 – Morgana (diretto da: Matteo Fabbiani & Chiara Cerami)
- 2018 – Haythor (diretto da: Matteo Fabbiani & Chiara Cerami)
- 2018 – Black Halo (diretto da: Matteo Fabbiani & Chiara Cerami)
- 2019 – Loreley (diretto da: Matteo Fabbiani & Chiara Cerami)
- 2019 – Voodoo Doll (diretto da: Matteo Fabbiani & Chiara Cerami)
- 2019 – Till Death Us Do Part (diretto da: Matteo Fabbiani & Chiara Cerami)
- 2019 – Ruins (diretto da: Andrés Villa)
- 2020 – Under the Sun (diretto da: Matteo Fabbiani & Chiara Cerami)
- 2020 – A One Ton Heart (diretto da: Chris Harms)
- 2021 – The Death of All Colours (diretto da: Matteo Fabbiani & Chiara Cerami)
- 2021 – Priest (diretto da: Matteo Fabbiani & Chiara Cerami)
- 2021 – For They Know Not What They Do (diretto da: Matteo Fabbiani & Chiara Cerami))
- 2021 – The Gospel Of Judas (diretto da: Matteo Fabbiani & Chiara Cerami)
- 2021 – Born With A Broken Heart (diretto da: Life)
- 2021 – Viva Vendetta (diretto da: Matteo Fabbiani & Chiara Cerami)
- 2022 – The Heartbeat of the Devil (diretto da: Matteo Fabbiani & Chiara Cerami)
- 2023 – Blood & Glitter (diretto da: Matteo Fabbiani & Chiara Cerami)
- 2023 – Leave Your Hate in the Comments
- 2023 – Leaving the Planet Earth (diretto da: Matteo Fabbiani & Chiara Cerami)
- 2023 – Absolute Attitude
- 2023 – Forever Lost
- 2023 – The Curtain Falls
- 2023 – Reset the Preset
- 2023 – Dead End
- 2023 – Destruction Manual
- 2023 – No Respect for Disrespect
- 2023 – One Last Song
- 2023 – Shock to the System ('Billy Idol' cover)
- 2023 – The Look ('Roxette' cover)
- 2024 – The Future of a Past Life